# Schokoladenbrunnen

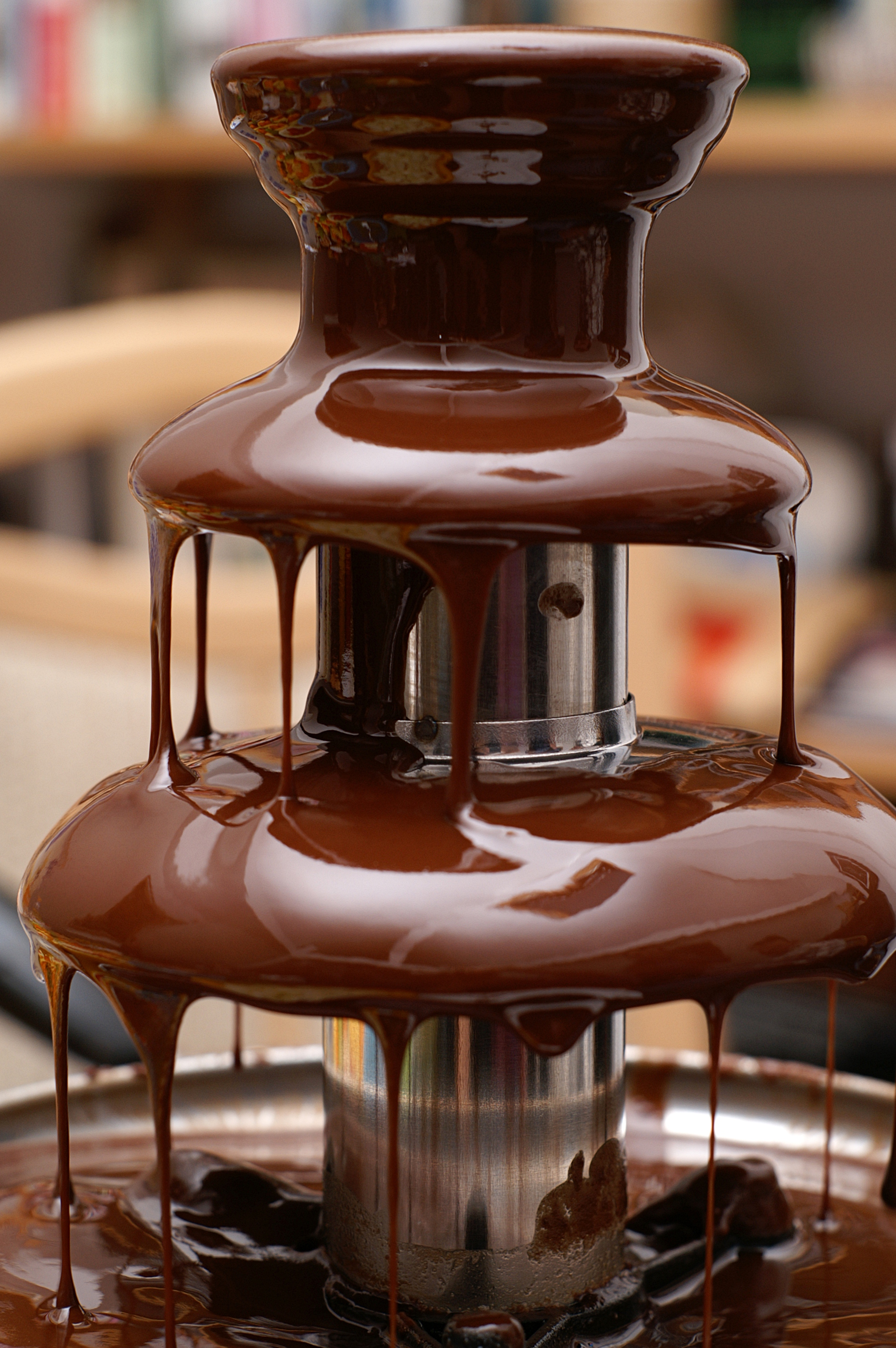
Detailansicht eines Schokoladenbrunnens

Ein Schokoladenbrunnen ist ein Gerät zur Präsentation und Verarbeitung von geschmolzener Schokolade. Mit ihm können Früchte oder andere Nahrungsmittel mit einer Schokoladeschicht überzogen werden, ähnlich einem Schokoladenfondue. Schokoladenbrunnen werden oft auf Messen und anderen Veranstaltungen als Blickfang eingesetzt.

## Geschichte

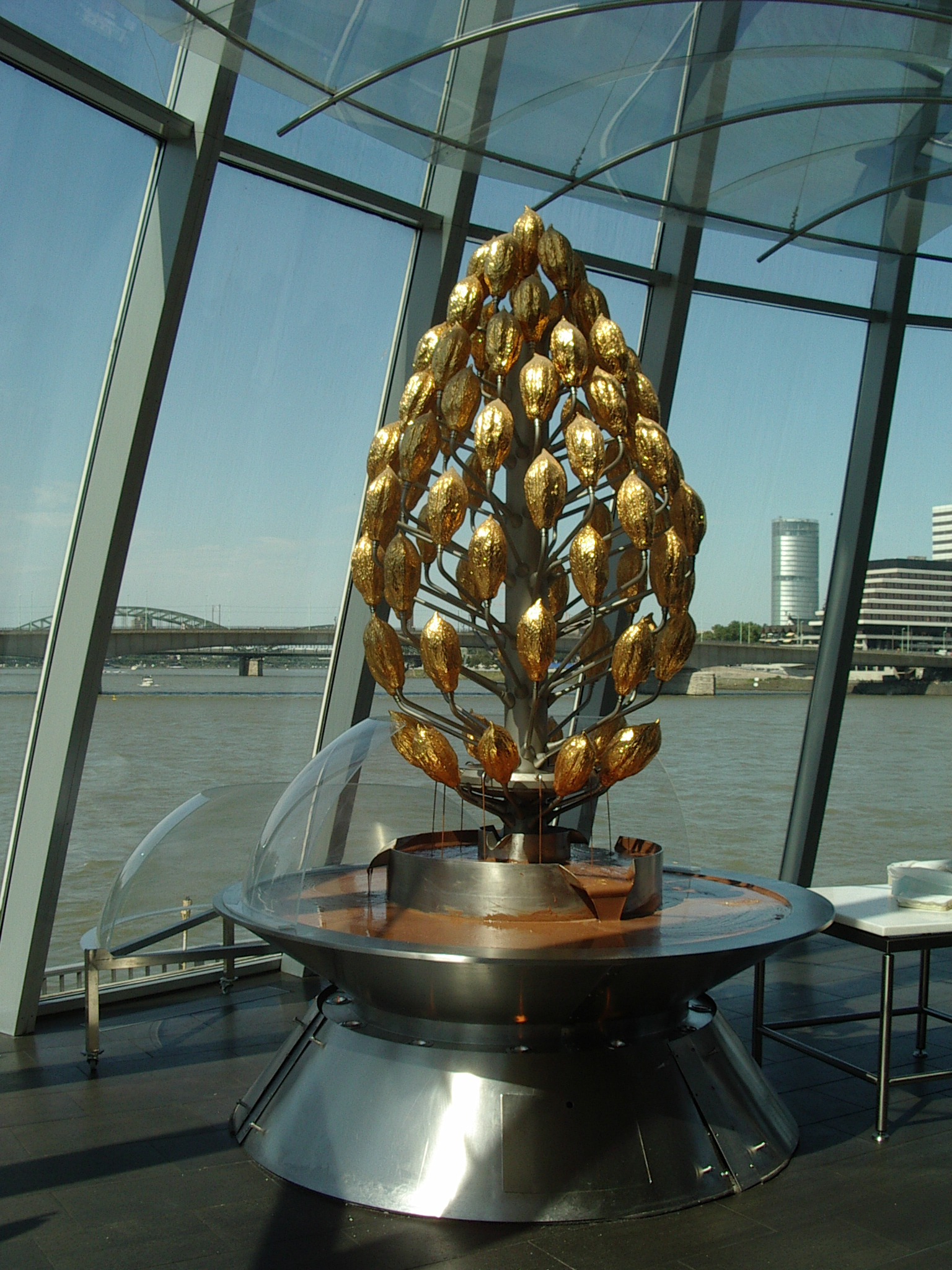
Schokoladenbrunnen im Imhoff-Schokoladenmuseum

Im Jahr 1989 wurde im Rahmen einer Schokoladenausstellung im Kölner Gürzenich ein Schokoladenbrunnen aufgestellt. Diese Ausstellung war der Vorläufer für das heutige Schokoladenmuseum in Köln, wo ein Brunnen seit der Gründung des Museums steht. Ein Schokoladenbrunnen wurde 1991 von einer kanadischen Firma für den industriellen Einsatz entwickelt. Nach anfänglich zurückhaltendem Kaufinteresse wuchs die Popularität der Brunnen, nachdem weitere Firmen in die Produktion eingestiegen waren. Ende 2004 kam der erste Schokoladenbrunnen für den privaten Gebrauch auf den Markt.

## Funktionsweise
Flüssige Schokolade wird aus einem geheizten Becken mittels einer Transportschnecke durch einen mittig im Becken aufgesetzten vertikalen Zylinder nach oben gefördert. Durch im Zylinder angebrachte seitliche Öffnungen auf mehreren Ebenen tritt die Schokolade aus und läuft über schirmförmige Telleraufsätze nach außen. Von den Rändern der Aufsätze fällt die Schokolade wie ein zylindrischer Vorhang über die tiefergelegenen Aufsätze wieder zurück ins Becken, von wo der Kreislauf erneut beginnt.

## Verwendete Schokolade
In Schokoladenbrunnen wird vorrangig Kuvertüre, Schokoladengrundmasse mit hohem Anteil an Kakaobutter, verwendet. Der Fettanteil sorgt für ein gleichmäßiges Fließverhalten der Schokoladenmasse. Alternativ oder ergänzend können der Rohmasse fluiditätserhöhende Additive wie Pflanzenöl beigefügt werden.